# Woman’s Building (Los Angeles)
Das Woman’s Building (1973–1991) war ein feministisches Kunstzentrum in Los Angeles, Kalifornien. Es wurde 1973 von Judy Chicago, Sheila Levrant de Bretteville und Arlene Raven gegründet. Es diente der Organisation, Unterstützung und Förderung von feministischen Programmen, Aktivitäten und Künstlerinnen. Zu den Programmen zählten Kurse für Bildende Kunst, Grafikdesign, Performancekunst, Videokunst und Literatur sowie Consciousness-Raising-Gruppen zu Themen wie Gewalt, Sex, Geld, Arbeit, Klasse, Rassismus und Missbrauchserfahrungen. Das Woman’s Building gilt als wichtiger Ort für die Produktion von Nachkriegskunst, feministischer Kunst der Zweiten Welle und als ein Zufluchtsort für lesbische, heterosexuelle und bisexuelle Künstlerinnen.

## Geschichte
Die Gründung des Woman’s Building geht auf die frühen 1970er-Jahre zurück und kulminierte aus einer mehrjährigen Zusammenarbeit verschiedener Künstlerinnen, die sich gegen die etablierten Museen und Kulturinstitutionen richteten. Sie sahen sich und ihre Interessen von diesen nicht vertreten, da Künstlerinnen in den großen Kunsthäusern wenig Beachtung fanden und kaum ausgestellt wurden. Es kam somit zum Zusammenschluss einiger Künstlerinnen, die eigene Galerien eröffneten, die sich vorrangig mit der Kunst von Frauen beschäftigten. Wichtige Vorläufer waren auch frühe feministische Kunststudienprogramme, darunter das 1970 von Judy Chicago am Fresno State College gegründete Feminist Art Program (FAP) und das daran anschließende gleichnamige Programm in der Zusammenarbeit von Chicago mit Miriam Schapiro am California Institute of the Arts.

### Feminist Studio Workshop (FSW)
Aus der Frustration der feministischen Künstlerinnen, in den etablierten Institutionen, die sie als männlich dominiert wahrnahmen, keinen Anklang zu finden, gründeten sie eine eigene Schule. 1973 taten sich Judy Chicago, Sheila Levrant de Bretteville und Arlene Raven – allesamt Lehrerinnen des California Institute of the Arts – zusammen und gründeten das Feminist Studio Workshop (FSW). Das FSW war ein 2-jähriges Studienprogramm zur künstlerischen Ausbildung von Frauen, das sich auch der Entwicklung ihrer Identität im Zusammenhang mit ihren Werken widmete. Es befand sich bei seiner Gründung im Gebäude des ehemaligen Chouinard Art Institute an der South Grandview Avenue in der Nähe des MacArthur Parks in Los Angeles. Die Frauen bezeichneten es auch als Womans’ Building – in Anlehnung an das gleichnamige Bauwerk, das Sophia Hayden 1893 für die Weltausstellung World's Columbian Exposition in Chicago errichtet hatte. Neben dem FSW beherbergte das Gebäude auch eine Reihe von gleichgesinnten feministischen Einrichtungen, darunter die National Organization for Women und einen ersten Sisterhood Bookstore.

### Neues Gebäude

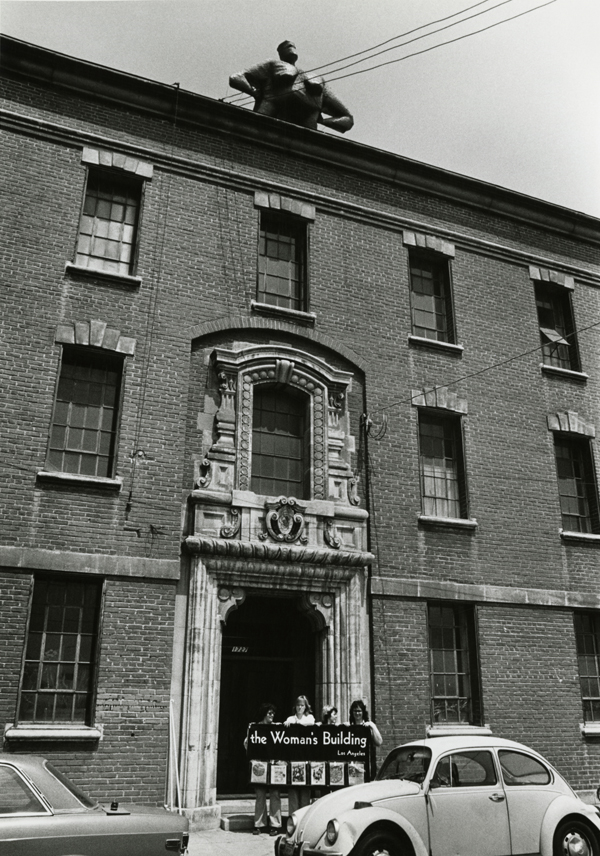
Woman’s Building, um 1978

Im Jahr 1975 zog das FSW in ein Beaux-Arts-Gebäude in der 1727 North Spring Street, in der Nähe von Chinatown, um. Das dreistöckige Backsteingebäude wurde ursprünglich für die Standard Oil Company errichtet und das Innere nach Einzug der Künstlerinnen in Ateliers und Ausstellungsräume umgewandelt.
Das Woman’s Building sah sich selbst als sichere Umgebung für Frauen, einige Kurse waren aber auch für Männer offen. Das Kunstzentrum ermöglichte den Frauen einen experimentellen Raum zur Entwicklung ihrer Kunst, Theorien und Sexualität. Es diente damit auch als Plattform für Künstlerinnen, deren Werke in der etablierten Kunstszene nicht gezeigt wurden. Die jährliche Studiengebühr betrug 1500 $. Am Woman’s Building bildeten sich verschiedene Programme und Gruppen aus, darunter ein Schreibkurs von Deena Metzger, an dem unter anderem Meridel LeSueur, Honor Moore, Audre Lorde und Adrienne Rich teilnahmen. Von 1976 bis 1980 tourten die Feminist Art Workers, die sich im Woman’s Building zusammengeschlossen hatten, im mittleren Westen der USA und führten interaktive Performancearbeiten auf. Die Waitresses, eine weitere Gruppe, führte Werke in Restaurants auf und konzentrierte sich dabei auf die Kellnerinnen als Metapher für Frauen in der Gesellschaft. Weitere Projekte des Woman’s Building waren Ariadne: A Social Art Network, das von Suzanne Lacy und Leslie Labowitz-Starus gegründet wurde und Performances durchführte, die auf (sexualisierte) Gewalt gegen Frauen aufmerksam machten.
Wichtige Projekte in Bezug auf die weibliche Sexualität waren das Lesbian Art Project (LAP) und die Great American Lesbian Art Show (GALAS). Das Woman’s Building wurde mit seinen Projekten zu einem wichtigen Ort für den Austausch von lesbischen und bisexuellen Frauen. Eine sichtbare LGBT-Gemeinschaft gab es damals jedoch noch nicht; die queeren Frauen schlossen sich somit der feministischen Bewegung an, auch da Schwulenbewegung der 1960er- und 1970er-Jahre eher männerzentriert war.

### Letzte Dekade
Im Jahr 1981 stellte das FSW sein Programm ein, da die Nachfrage nach alternativen Bildungseinrichtungen allmählich verschwand. Das Woman’s Building wurde seitdem als Galerie und Veranstaltungsort weiterbetrieben und die Ateliers an lokale Künstler vermietet. Nach der Schließung des FSW bildete sich das Women’s Graphic Center im Erdgeschoss des Hauses; ein Unternehmen, das den Betrieb des Woman’s Building aufrechterhalten sollte. 1988 stellte es seinen Betrieb ein. 1991 wurde das Woman’s Building offiziell geschlossen.

## Lesbian Art Project(LAP)
Das Lesbian Art Project (LAP) (1977–1979) war eine partizipatorische Kunstbewegung, die von Arlene Raven und Terry Wolverton gegründet wurde. Das Projekt konzentrierte sich darauf, den lesbischen und feministischen Perspektiven der Teilnehmerinnen eine Plattform zu geben. Dazu wurden Workshops, Performances und Ausstellungen veranstaltet, welche dazu beitragen sollten, die gängige Darstellung und die Beiträge von Lesben in der Kunstgeschichte aufzuwerten. Ein wichtiges Werk des LAP war An Oral Herstory of Lesbianism (1979), eine 13-köpfige Performance, die 1979 im Woman’s Building stattfand und lesbische Erfahrungen und Kämpfe thematisierte.
Das LAP war Teil der laufenden Bemühungen von Arlene Raven, lesbenorientierte Programme in das Feminist Studio Workshop zu integrieren; dazu rief sie bereits 1975 die Los Angeles League for the Advancement of Lesbianism in the Arts (LALALA) ins Leben. Als Nachfolger des LAP kann die Great American Lesbian Art Show (GALAS) angesehen werden.

## Great American Lesbian Art Show(GALAS)
Die Great American Lesbian Art Show (GALAS) war eine Kunstausstellung am Woman’s Building, die vom 03. bis zum 31. Mai 1980 stattfand und vom Los Angeles Gay and Lesbian Community Services Center unterstützt wurde. Die Ausstellung sollte die Sichtbarkeit von lesbischen Künstlerinnen erhöhen und ein Netzwerk zwischen Lesben in den gesamten Vereinigten Staaten ermöglichen. Die GALAS war zudem die erste Ausstellung über lesbische Kunst, bei der auch PoC beteiligt waren.
Die GALAS bestand aus der Invitational, einer von Bia Lowe kuratierten Ausstellung mit den Werken von zehn als lesbisch geouteten Künstlerinnen. Ihre Arbeiten reichten von abstrakten bis zu figurativen Werken; darunter befanden sich Harmony Hammonds Wandskulptur Adelphi (1979), Tee Corinnes fotografische Serie nackter Frauen, Kate Milletts Serie fotografischer Diptychen von Modellen ihrer Geliebten, Lili Lakichs Neonzeichnungen ihrer Heldinnen wie Djuna Barnes und ein abstraktes Gemälde von Louise Fishman mit dem Titel Ashkenazi (1978), das sich auf ihre jüdische Herkunft bezog. Männern – egal ob homo- oder heterosexuell – war der Zugang zur Invitational-Ausstellung zeitweise verwehrt, damit die Kunst in einer reinen Frauenumgebung betrachtet werden konnte. Frauen dagegen waren willkommen, egal ob sie lesbisch oder heterosexuell waren. Neben der Hauptausstellung fanden Schwesterprojekte in mehreren Städten der Vereinigten Staaten statt, darunter in New York City, San Francisco, Boston, Chicago, Bozeman, Winter Park, Lawrence, Alexandria und Anchorage; insgesamt gab es mehr als 200 Ausstellungen und Veranstaltungen.
Die Invitational-Ausstellung der GALAS fand in der Presse große Anerkennung, auch in den Mainstreammedien, die sich sonst weniger mit lesbischen Anliegen befassten. Laut Margo Hobbs Thompson stellte die ausgestellte Kunst eine Kritik der zeitgenössischen Geschlechternormen dar. Terry Wolverton, eine der Organisatorinnen, beschrieb die GALAS als ein einjähriges Projekt, das lesbische Kunst und Künstlerinnen landesweit bekannt machen sollte.
Dem organisatorischen Team gehörten Terry Wolverton, Bia Lowe, Jody Isanna Palmer, Tyaga und Louise Moore an.

### Künstlerinnen derInvitational-Ausstellung
- Lula Mae Blocton
- Tee Corinne
- Betsy Damon
- Louise Fishman
- Nancy Fried
- Harmony Hammond
- Debbie Jones
- Lili Lakich
- Gloria Longval
- Kate Millett

## Ausstellung
Das Woman’s Building war Thema der großen Ausstellung Doin' It In Public: Feminism and Art at the Woman’s Building in der Ben Maltz Gallery am Otis College of Art and Design in 2011/2012.